# Martin Hřídel
 (octobre 2017).
Martin Hřídel est un footballeur tchèque né le 22 mai 1968. Il évoluait au poste d'attaquant. Après sa carrière de joueur, il se reconvertit comme entraîneur.

## Biographie
Martin Hřídel joue dans plusieurs équipes tchèques, mais évolue également avec une équipe japonaise.